# Giuseppe Pantaleo
Giuseppe Pantaleo (* 1988) ist ein professioneller deutsch-italienischer Pokerspieler. Er gewann 2018 ein Bracelet bei der World Series of Poker.

## Pokerkarriere
Pantaleo stammt aus Bielefeld. Er spielte von Dezember 2007 bis November 2016 online unter den Nicknames Ansgar2000 (PokerStars), LeChiffre19 (Full Tilt Poker sowie UltimateBet), Think4aWhile (PokerStars.FR) und LeChiffre18 (partypoker). Seine Onlinepoker-Turniergewinne liegen bei mehr als 4,5 Millionen US-Dollar, wobei der Großteil von mehr als 3,5 Millionen US-Dollar auf PokerStars gewonnen wurde. Im Jahr 2012 stand er zeitweise auf Platz acht des PokerStake-Rankings, das die erfolgreichsten Onlinepoker-Turnierspieler der Welt listet.
Seine erste Geldplatzierung bei einem Live-Turnier erzielte Pantaleo Anfang März 2010 beim Main Event der European Poker Tour (EPT) in Berlin. Ende November 2010 erreichte er als Chipleader den Finaltisch des EPT-Main-Events in Barcelona und belegte den mit 170.000 Euro dotierten fünften Platz. Im Juni 2011 war Pantaleo erstmals bei der World Series of Poker (WSOP) im Rio All-Suite Hotel and Casino am Las Vegas Strip erfolgreich und kam bei einem Turnier der Variante No Limit Hold’em ins Geld. Bei der WSOP 2015 belegte er den 580. Platz im Main Event. Mitte April 2016 saß Pantaleo am Finaltisch des Main Events der World Poker Tour in Hollywood und wurde Neunter für knapp 70.000 US-Dollar Preisgeld. Bei der WSOP 2017 erreichte er seine ersten beiden WSOP-Finaltische und belegte den achten Platz bei einem Hold’em-Event sowie den sechsten Rang beim Little One for One Drop für Preisgelder von knapp 150.000 US-Dollar. Ende Juni 2018 gewann Pantaleo gemeinsam mit der Inderin Nikita Luther das Tag-Team-Event der World Series of Poker 2018 und sicherte sich somit neben einer geteilten Siegprämie von über 175.000 US-Dollar ein Bracelet. Seitdem blieben größere Turniererfolge aus.
Insgesamt hat sich Pantaleo mit Poker bei Live-Turnieren mehr als 1,5 Millionen US-Dollar erspielt.